# Guillermo Durán Arcentales
Guillermo Durán Arcentales (Quito, 2 de noviembre de 1925 - Quito, 23 de febrero de 1985) fue un general del Ejército del Ecuador y miembro del triunvirato militar, llamado "Consejo Supremo de Gobierno" de Ecuador, que entre 1976 y 1979, ejerció de facto, los poderes del Estado.

## Biografía
Nació en la ciudad de Quito, hijo del también militar mayor Segundo Durán Pastor y la señora Guadalupe Arcentales. Su educación primaria la realizó en la escuela El Cebollar y la secundaria entre el Colegio San Gabriel y el Colegio Militar Eloy Alfaro. Posteriormente tomaría cursos castrenses en la Academia de Guerra del Ecuador y en el Fort Gulick de Panamá.
A lo largo de su carrera militar desempeñó diversos cargos, entre ellos, haber sido Comandante del Batallón de Infantería No.5 del Guayas, director de la escuela de Infantería, jefe del Departamento de Operaciones de la Comandancia General del Ejército, subdirector de la Academia de Guerra del Ejército y comandante de las divisiones de Infantería No.3 y No.5. Así mismo desempeñó cargos diplomáticos como agregado militar del Ecuador en la Embajada de Ecuador en Venezuela y representante de las Naciones Unidas en las Fuerzas de Paz del Líbano, en 1958.
Durante la dictadura del general Guillermo Rodríguez Lara se desempeñó como gobernador del Guayas; jugó un papel importante en el régimen al frustrar el intento de golpe de Estado de Raúl González Alvear; entre julio de 1973 y mayo de 1975, ministro de Educación Pública y Deportes y desde 1975 ministro de Gobierno, hasta que el gobierno de Rodríguez Lara fue depuesto, por el triunvirato militar que él mismo conformaría; Durán representó a la fuerza terrestre en el Consejo de Gobierno de facto. Esta Junta de Gobierno gobernó Ecuador, desde 1976 y 1979, cuando Ecuador volvió a un régimen constitucional y democrático. El general Durán, se retiró entonces de la vida pública y falleció en Quito en 1985.